# Phialella parvigastra
Phialella parvigastra is een hydroïdpoliep uit de familie Phialellidae. De poliep komt uit het geslacht Phialella. Phialella parvigastra werd in 1900 voor het eerst wetenschappelijk beschreven door Mayer. 